# Glenachulish (schip, 1969)

De Glenachulish is een draaitafel-pontveer op Kylerhea narrows tussen Kylerhea op het Schotse vasteland en het eiland Skye, die met een zomerdienstregeling vaart daar waar de afstand tussen eiland en vasteland het kortst is, zo'n 550 meter. De sterke getijstroom ter plaatse en het grote getijverschil maken het bezwaarlijk om normale landingshoofden te gebruiken die geschikt zijn voor gebruik door voor autoverkeer. Daarom werd gekozen voor een schip met een rijdek op een handbediend draaiplateau. Om de pont op te kunnen rijden wordt voor het autoverkeer het rijdek zo'n 30° naar stuurboord gedraaid en na het laden weer rechtgezet. Na aankomst aan de overzijde wordt het dek ook weer die 30° gedraaid om de auto's af te kunnen laten rijden. Naar verluidt is dit nog de enige pont ter wereld met dit mechanisme.
In 2008 speelde de pont een rol in de film Made of Honor.

## Geschiedenis
Op die plaats vaart al meer dan 400 jaar een pontveer. Sinds 1934 wordt hier een autopont gebruikt. In december 1975 werd deze pont overgenomen, die voer bij het dorp Ballachulish totdat daar een brug in gebruik werd genomen. Van 1982 tot 2006 voer veerman Murdo Mackenzie als veerbaas op de pont. Toen hij met pensioen ging, richtten de plaatselijke bewoners een gemeenschappelijk bedrijf op, dat de pont van hem huurde. Nadat er een lening van £60,000 van het Big Lottery Fund’s Growing Community Assets scheme en nog een van £60,000 van Highlands & Islands Enterprise was verkregen, kon deze Community Interest Company het schip kopen.